# Kaba (Meteorit)
Koordinaten: 47° 21′ 0″ N, 21° 18′ 0″ O
Der Meteorit Kaba (ungarisch kabai meteorit, nach dem heutigen Aufbewahrungsort des Hauptteils auch Debrecen genannt) ging am 15. April 1857 gegen 22 Uhr am Rande der ungarischen Stadt Kaba nieder. Der ungefähr brotlaibförmige Meteorit hat einen maximalen Durchmesser von 16,4 cm, einen minimalen Durchmesser von 10 cm und eine Höhe von 10,8 cm. Seine heutige Gesamtmasse beträgt 2,601 kg (Kilogramm), aber seine ursprüngliche Masse nach dem Aufschlag am Boden wird auf etwa 4 kg geschätzt. Sein offizieller Name im Meteoritical Bulletin lautet wie die Stadt Kaba.
Kaba war einer der ersten Meteoriten, in dem organisches Material nachgewiesen wurde. Sein Kohlenstoffgehalt beträgt 2 Gewichtsprozent. Da er zudem relativ große Chondren enthält, wird er als kohlenstoffhaltiger Chondrit vom Typ CV3 klassifiziert, der unter den Meteoriten relativ selten ist. Die Untersuchung dieses Meteoriten hinsichtlich kosmologischer Aspekte bietet eine Fülle von Informationen über den Zeitraum der Entstehung des Sonnensystems.

## Beobachtung, Bergung und Forschungsgeschichte

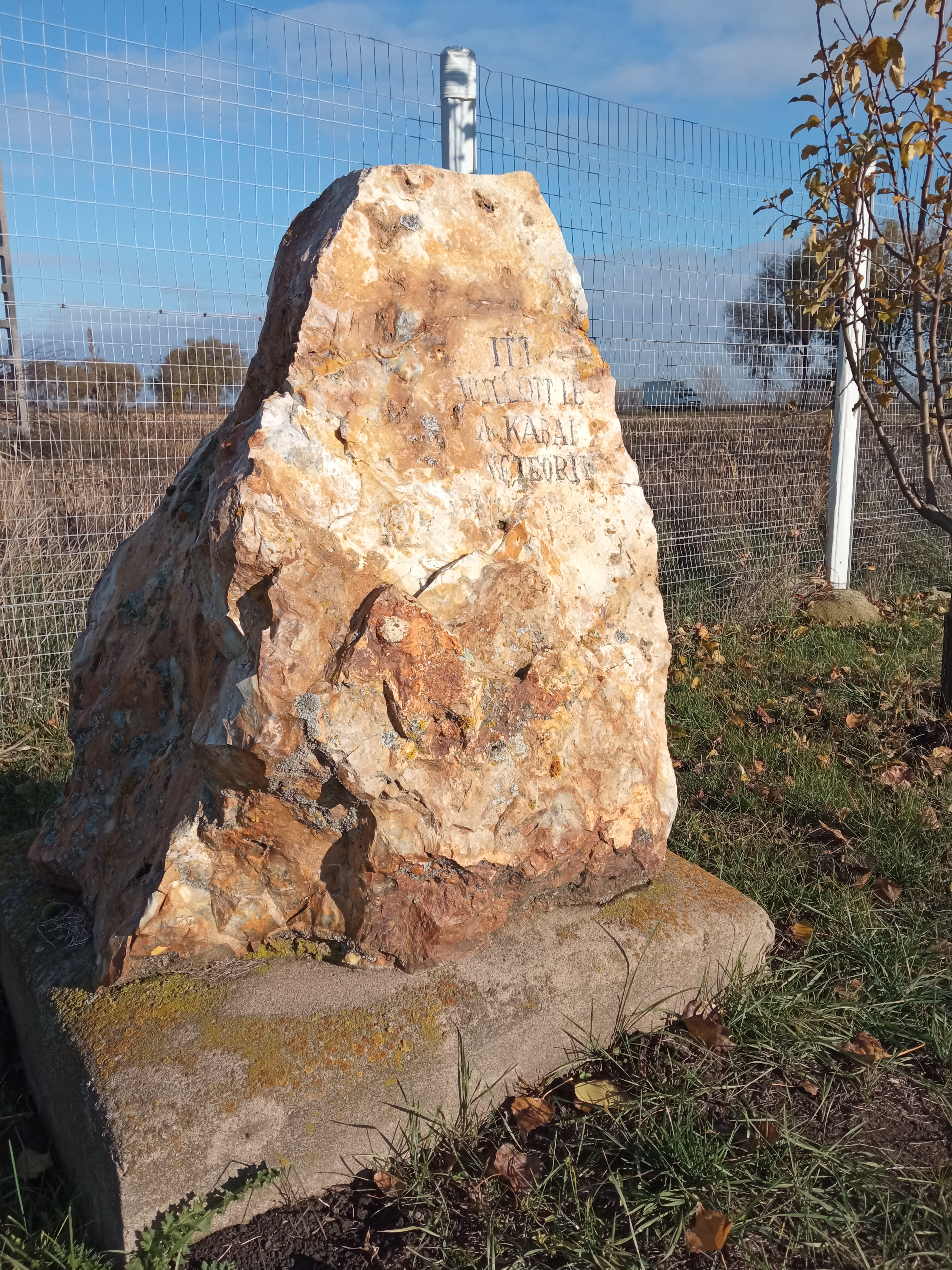
Gedenkstein am Stadtrand von Kaba, in der Nähe vom wahrscheinlichen Ort des Meteoritenfalls (Photo: Mihály Nagy)

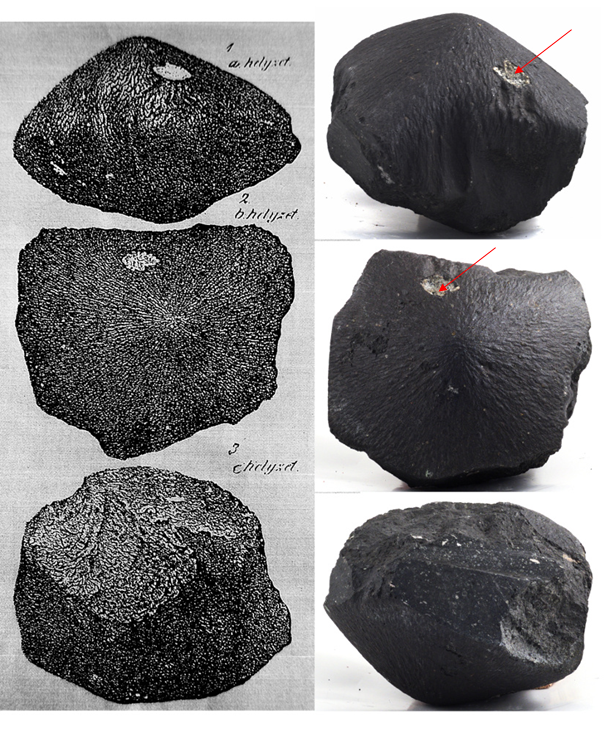
Der Meteorit Kaba - links nach seiner Entdeckung angefertigt Zeichnungen, rechts heutige Fotos, die einer jeweils ähnlichen Position aufgenommen wurden. Der Pfeil zeigt auf einen CAI-Einschluss (Calcium-Aluminium-Oxid) – Aus der Studie von Mihály Nagy Foto: Sándor Nagy

Gábor Szilágyi, ein Bauer aus Kaba, beobachtete den Meteoriten, als er am 15. April 1857 gegen 10 Uhr abends auf den Boden fiel und grub ihn am nächsten Tag mit seinen Nachbarn aus. Der zu diesem Zeitpunkt noch unversehrte Stein muss fast 4 kg gewogen haben, wurde aber von den Einheimischen in der Hoffnung auf Edelmetalle verstümmelt. Einige Tage später wurde der Meteorit, der immer noch fast 3 kg wog auf Veranlassung des Magistrats von Kaba in die Reformierten Hochschule (Református Kollégium) von Debrecen gebracht. Dort war József Török, ein Lehrer für Naturgeschichte, der erste Experte, der ihn untersuchte. Am 7. Juni 1858 gab er in der Ungarischen Akademie der Wissenschaften eine ausführliche Beschreibung und legte eine dreiseitige Zeichnung vor, die auf Fotografien von Emmanuel Mariotte beruhte. Diese erste Beschreibung bezog sich bereits auf die schwarzen, pfefferkorngroßen Kügelchen (Chondren), von denen einige eine muschelartige Struktur aufweisen. Diesen strukturellen Charakter des Meteoriten bezeichnete der Wissenschaftler als (damals) „einmalig“.
Aufgrund seiner Entdeckung und seines Fundortes wurde der Meteorit in zeitgenössischen Berichten als „Kaba-Debrecen Feuerstein“ (ungarisch kaba-debreceni lebkő) bezeichnet.
Trotz der Aufforderung des kaiserlichen Kabinetts für Mineralogie in Wien übergab die Hochschule den Stein nicht dorthin, sondern sandte einige Fragmente an den deutschen Chemiker Friedrich Wöhler, der diese zwei Jahre lang chemisch analysierte.
Der Hauptteil des Steins wird noch heute im Museum des Debrecener Református Kollégium aufbewahrt;  Fragmente sind an etwa zwanzig Orten auf der ganzen Welt zu finden, darunter in Kalkutta, London, Wien, Moskau und Washington.
Jedes Jahr feiern die Einwohner von Kaba am Jahrestag des Falls ihr Stadtfest (Kaba Városnapját). Seit 2009 erinnert ein Gedenkstein an einer abzweigenden Stichstraße (ungarisch dűlőút) in der Nähe von Kilometer 193 der Staatsstraße 4 (= Europastraße 573) an den wahrscheinlichen Ort des Niedergangs.

## Mineralogische Beschreibung

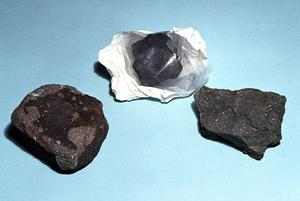
Einige Bilder von kohligen Chondriten: Allende, Tagish Lake und Murchison. Unter ihnen ähnelt Allende dem Kaba-Meteoriten am meisten.

### Untergruppen des Typs CV3
Die kohligen (kohlenstoffhaltigen) Chondrite vom Typ CV3 werden nach Harry McSween (1977) und Michael K. Weisberg et al. (1997) in folgende drei Untergruppen eingeteilt;
1. Reduzierte (red), z. B. Vigarano[16], Efremovka,[17] Leoville[18]
2. Oxidierte Allende-Untergruppe (ox)A, z. B. Allende
3. Oxidierte Bali-Untergruppe (ox)B, z. B. Bali,[19] Kaba, Grosnaja[20], Mokoia.

Der Kaba-Meteorit gehört somit zur Untergruppe CV3 (ox)B.
Mineralogischer Vergleich zwischen den drei Untergruppen:
Die drei Untergruppen lassen sich, je nachdem wie stark bestimmte Eigenschaften vertreten sind, wir folgt anordnen:
- Nach Häufigkeit und Gewicht der Matrix: (ox)B > (ox)A > (red)
- Verhältnis Metall zu Magnetit: (red) > (ox)A > (ox)B
- Zusammensetzung der Fayalit-Forsterit-Reihe: (red) (Fa 32-60) - (ox)A (Fa 32-60) - (ox)B (Fa 10-90)

Reiner Fayalit kommt nur in der Untergruppe oxidierter Bali vor. Dasselbe gilt für Phyllosilikat (Schichtsilikat).
CV3-Meteoriten der beiden oxidierten Untergruppen sind reich an Nickel, die der reduzierten Untergruppe sind dagegen arm an diesem Metall.
Pyroxene mit niedrigem Calcium-Gehalt kommen in Meteoriten der reduzierten Untergruppe vor, während in solchen der beiden oxidierten Untergruppen das Pyroxen von Calcium und Eisen dominiert ist.
In der Untergruppe (ox)A finden sich auch Nephelin, Sodalith, Wollastonit, Andradit und grobe Sulfid-Granate.
Die Meteoriten der beiden oxidierten Untergruppen weisen eine höhere Porosität auf als in der reduzierten Untergruppe.

### Metamorphose
Die mit der Erhitzung verbundene Metamorphose wurde bei verschiedenen Mineralien untersucht.
Die ursprünglich durch Thermolumineszenz an Feldspaten gewonnenen Daten lauten wie folgt:
- Grad 3,0: Kaba, Bali,[19] Axtell[21] und Leoville[18]
- Grad 3,2: Allende, Mokoia und Efremovka[17]
- Grad 3,3: Vigarano[16] und Grosnaja[20]

Anmerkung: Ein niedriger Grad bedeutet, dass das Material des Meteoriten am wenigsten auf dem Mutterhimmelskörper erwärmt oder erhitzt wurde.
Auf der Grundlage von Raman-Spektroskopie-Messungen, Olivin-Zonierung (englisch olivine zonation, ungarisch olivinek zónássága), präsolarer Korndichte (englisch presolar grain density, ungarisch preszoláris szemcsék sűrűsége) und anderen Merkmalen wurde später ein verbesserter Datensatz für den Grad der Metamorphose (d. h. Subtyp zwischen van Schmus-Wood-Grad 3 und 4) ermittelt. Die daraus resultierenden Metamorphose-Subtypen sind
- Grad 3,1: Kaba
- Grad 3,2–3,4: Leoville, Vigarano und Efremovka
- Grad 3,6: Grosnaja und Mokoia
- Grad größer als 3,6: Bali, Allende und Axtel

### Wässrige Transformation

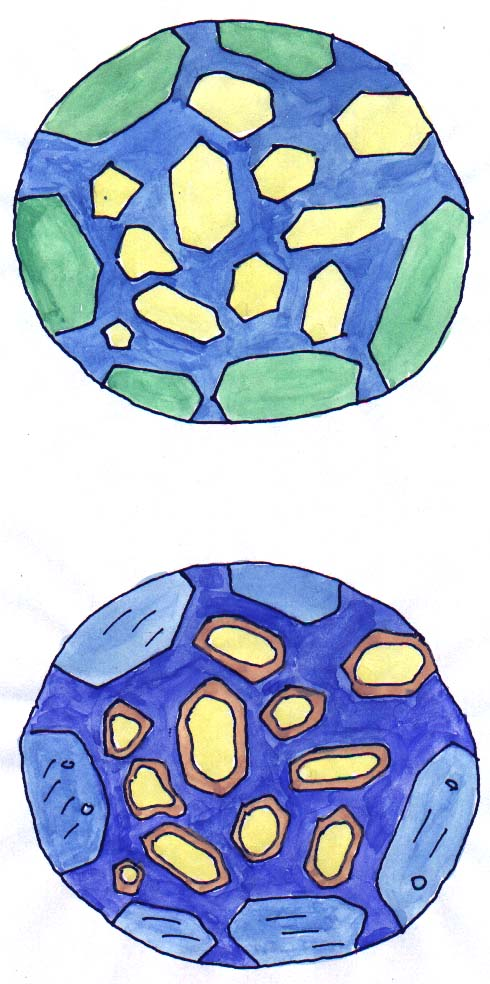
Im Kaba-Meteoriten haben die Chondren, die einer wässrigen Transformation unterzogen wurden, ebenfalls eine Metamorphose durchlaufen. Zu sehen sind hier die olivgrünen Kristalle einer porphyritischen Chondrule, wobei die wässrige Umwandlung einen Verwitterungsrand bildet.

Ein solcher Prozess fand in der oxidierten Bali-Untergruppe mit einem höheren Grad an wässriger Metamorphose statt, bevor das Material anschließend einer thermischen Belastung ausgesetzt wurde. Dies wird durch das Vorkommen von Schichtsilikat, Fayalit, Magnetit und Sulfid im Gestein belegt.

### Besondere Mineralien und Einschlüsse
Beim Kaba-Meteoriten sind auch der Gehalt an CAI (Calcium-Aluminiumoxid-Einschlüssen, englisch inclusiions), SiC (Siliziumcarbid), Nanodiamant und Edelgasen untersuchungswürdig.
Da Kaba einen hohen Kohlenstoffgehalt aufweist (ca. 2,0 Gewichtsprozent), ist auch die Untersuchung verschiedener Kohlenstoffmodifikationen interessant. Dazu gehören schwach graphitierter Kohlenstoff (englisch weakly graphitized carbon, ungarisch gyengén grafitizálódott szén, Kohlenstoff, der teilweise oder annähernd als Graphit vorliegt) und Fullerene. Die Untersuchung auf Nanodiamanten hin wurde mit der Kathodolumineszenzmethode durchgeführt.
Der Kaba-Meteorit enthält auch eine Reihe von relativ komplexen Aminosäuren. Die meisten Autoren gehen jedoch davon aus, dass diese nicht biogenen Ursprungs sind.
Die CAIs sind generell mit einem Alter 4,567 Milliarden Jahren (4,567 Ga) die ältesten mineralischen Aufschlüsse im Sonnensystem (Allende-Messung).
Der umgebende Rand (englisch Wark-Lovering rim, WL rim) zeigt, wie Staubschichten thermisch abgeschieden und auf die CAIs gebrannt wurden.
Die CAIs von Kaba erscheinen als weiße Einschlüsse. Kálmán Sztrókay hat als Erster die mineralische Zusammensetzung der CAIs im Kaba-Meteoriten gemessen und festgestellt, dass sie aus Spinell bestehen. Seitdem wurde in CAIs die schichtweise Auflagerung mehrerer Mineralkomponenten nachgewiesen. Eine erneute Untersuchung könnte vermutlich wertvollen weitere Erkenntnisse liefern.

### Aufschlagsschock
Die durch den Aufpralldruck verursachten Veränderungen wurden einer Skala von 0 bis 6 mit S1 (Schockstadium) ermittelt. Dies wird durch die schwache Schichtung bestätigt. Die laminierte Gewebestruktur wurde an der Eötvös-Loránd-Universität an einer Probe des Kaba-Meteoriten bestimmt, die am 13. Dezember 1995 entnommen wurde (englisch cut off). Die Schichtung wurde durch eine neue Analysemethode per Computertomographie bestätigt.

## Konferenz über den Kaba-Meteoriten
Im Herbst 2017 fand im Debrecener Református Kollégium eine internationale Konferenz zu den neuesten Forschungsergebnissen über den Kaba-Meteoriten statt.
Das Material der zweiundzwanzig Vorträge wurde auch in Buchform veröffentlicht.